# Amon Tobin
Pour les articles homonymes, voir Tobin.
Amon Tobin, de son vrai nom Amon Adonai Santos de Araujo Tobin, est un DJ et musicien, né le 7 février 1972 à Rio de Janeiro au Brésil. Il a composé sept albums studio, tous sortis sur le label Ninja Tune.

## Biographie
Pendant son enfance et son adolescence, il voyage beaucoup entre l'Europe et le Brésil. Au milieu des années 1980, il s'installe à Brighton, en Grande-Bretagne. Il y étudie d'abord la photographie qu'il délaisse ensuite pour la musique.
À ses débuts, il mixe jazz, hip-hop, breakbeat et jungle qu'il marie aux musiques de son pays d'origine, puis s'ouvre progressivement à des rythmes plus subtils et à des mélodies plus sophistiquées, parfois très proches du jazz pur et dur. Sa discographie (ne serait-ce que par les titres) illustre nettement les étapes de la maturation de son style, chaque album contribuant à tisser la toile d'un univers personnel complexe, cérébral et hypnotique.
Il a sorti un premier album sous le pseudonyme Cujo avant de signer avec le label Ninja Tune. Ses albums se suivent ensuite selon un rythme d'un tous les ans et demi. Amon Tobin évolue alors vers un style de plus en plus imprécis oscillant entre les influences breakbeat, drum and bass ou downtempo.
À la demande d'Ubisoft, Amon Tobin crée en 2005 la bande-originale du jeu vidéo Tom Clancy's Splinter Cell: Chaos Theory.
Après que Mike Patton l'a rejoint sur scène en 2005, le temps de deux morceaux, c'est au tour d'Amon Tobin de participer à son album Peeping Tom, sorti en 2006, sur le titre Don't even trip.
L'année 2007 voit la sortie de l'album Foley Room, offrant à entendre une technique de production musicale très originale, montrant un certain renouvellement de la part de l'artiste.
En 2009, Amon Tobin coproduit l'album Two Fingers avec Doubleclick (album disponible en version instrumentale). Il contribue la même année à la bande-son du jeu vidéo inFamous de Sucker Punch.
En 2010, il revient avec Monthly Joints Series, un album dont la construction a démarré en 2009 indépendamment de ses autres projets, composé de 10 musiques toutes plus ou moins différentes. Son concept vient du fait qu'il créait une musique par mois pour cet album d'où les diverses influences de chaque piste.
L'album ISAM sort en mai 2011. Il révèle un certain changement dans la musique de l'artiste, celui-ci privilégiant alors plus la recherche des sonorités que la rythmique. Il accompagne la sortie de cet album par une association avec l'artiste Tessa Farmer et un show live audiovisuel. Selon l'auteur, cet album ouvre une trilogie.
En 2015, il sort l'EP Dark Jovian, qu'il dit avoir réalisé après avoir regardé de nombreux films et documentaires sur la conquête spatiale. Cet EP sort en vinyle dans une édition limitée lors du Record Store Day. Du côté de son projet Two Fingers, il sort l'EP Six Rhythms, contenant six nouvelles productions dont une en collaboration avec le groupe de drum'n'bass néerlandais Noisia. Quelques mois plus tard, Peugeot l'engage pour élaborer le sound-design du concept car électrique Fractal.
En 2019, Amon Tobin crée le label Nomark et sort sur celui-ci son huitième album studio, Fear In A Handful Of Dust, annonçant un retour sur la scène, avec une série de sorties et une nouvelle tournée. En octobre de la même année, c'est-à-dire six mois plus tard, il sort son neuvième album, Long Stories, réalisé en grande partie avec un omnichord. Le court délai entre ces deux albums s'explique par le fait que les projets ont été menés en parallèle.

## Discographie

### Albums studio
- 1996 : Adventures In Foam (sous le pseudonyme Cujo)
- 1997 : Bricolage
- 1998 : Permutation
- 2000 : Supermodified
- 2002 : Out From Out Where
- 2005 : Chaos Theory: Splinter Cell 3 Soundtrack (Bande Originale du jeu Tom Clancy's Splinter Cell: Chaos Theory)
- 2007 : Foley Room
- 2009 : Two Fingers (sous le pseudonyme Two Fingers)
- 2010 : Monthly Joints Series
- 2011 : Chaos Theory Remixed (The Soundtrack to Splinter Cell 3D) (Album de remixes de Chaos Theory pour le jeu Splinter Cell 3D sur Nintendo 3DS)
- 2011 : ISAM
- 2012 : Stunt Rhythms (sous le pseudonyme Two Fingers)
- 2019 : Fear In A Handful Of Dust[1]
- 2019 : Long Stories
- 2019 : Time to Run (sous le pseudonyme Only Child Tyrant)
- 2020 : Fight, Fight, Fight (sous le pseudonyme Two Fingers)
- 2020 : The World as We Know it (sous le pseudonyme Figueroa)
- 2021 : How Do You Live
- 2023 : Nomark Selects, V.1

### Albums live
- 2004 : Solid Steel Presents Amon Tobin: Recorded Live
- 2008 : Foley Room Live In Brussels
- 2009 : 4D Mix Seattle Recorded Live

### Collaborations
- 2003 : Verbal Remixes & Collaborations
- 2006 : Peeping Tom (album de Mike Patton)
- 2009 : Two Fingers (album de Two Fingers)
- 2009 : inFAMOUS: Official Soundtrack (Bande Originale du jeu inFAMOUS)
- 2015 : Six Rhythms (Two Fingers)

### Maxis, EP
- 1995 : Curfew
- 1996 : Salivate
- 1997 : Chomp Samba
- 1997 : Pirahna Breaks
- 2000 : 4 Ton Mantis
- 2002 : East To West
- 2007 : Bloodstone
- 2007 : Kitchen Sink Remixes
- 2008 : Taxidermia Digital EP (Bande Originale du film Taxidermie de György Pálfi)
- 2011 : Surge Remixes
- 2015 : Dark Jovian EP
- 2015 : Six Rhythms (Two Fingers)
- 2022 : A Living Room (Music From Meow Wolf's Omega Mart)
- 2023 : Hole In The Ground